# KK Studentski centar
O Košarkaški klub Studentski centar (em português:  Basquetebol Clube Centro Estudantil), conhecido também apenas como Studentski centar, é um clube de basquetebol baseado em Podgorica, Montenegro que atualmente disputa a Liga Montenegrina e a segunda divisão da Liga adriática. Manda seus jogos na Centro Esportivo Morača com capacidade para 6.000 espectadores.

## Histórico de Temporadas
| Temporada | Nível | Liga       | Pos. | J     | PL  | Resultado         | Copa Nacional | Competições internacionais |
| --------- | ----- | ---------- | ---- | ----- | --- | ----------------- | ------------- | -------------------------- |
| 2006-07   | 2     | Prva Liga  | 3    | 11-10 |     |                   |               |                            |
| 2007-08   | 2     | Prva Liga  | 6    | 8-10  |     |                   |               |                            |
| 2008-09   | 2     | Prva Liga  | 7    | 6-11  |     |                   |               |                            |
| 2009-10   | 2     | Prva Liga  | 4    | 11-6  |     |                   |               | -                          |
| 2010-11   | 2     | Prva Liga  | 8    | 4-10  |     |                   |               |                            |
| 2011-12   | 2     | Prva Liga  | 4    | 12-6  |     |                   |               |                            |
| 2012-13   | 2     | Prva Liga  | 3    | 10-6  |     |                   |               |                            |
| 2013-14   | 2     | Prva Liga  | 10   | 4-16  |     |                   |               |                            |
| 2014-15   | 2     | Prva Liga  | 2    | 11-5  |     | Promovido         |               | -                          |
| 2015-16   | 1     | Erste Liga | 7    | 8-16  |     |                   |               |                            |
| 2016-17   | 1     | Erste Liga | 6    | 9-14  | 0-2 | Quartas de finais |               |                            |
| 2017-18   | 1     | Erste Liga | 9    | 1-15  |     |                   |               |                            |
| 2018-19   | 1     | Erste Liga | 9    | 9-13  |     |                   |               |                            |
| 2019-20   | 1     | Erste Liga | 4    |       |     |                   |               |                            |
| 2020-21   | 1     | Erste Liga |      |       |     |                   |               | R ABA2 Campeão             |

fonte:eurobasket.com

## Títulos
Segunda divisão da ABA Liga
- Campeão (1x): 2020-21